# Marc Hynes
Pour les articles homonymes, voir Hynes.
Marc Hynes est un pilote automobile britannique né le 26 février 1978 à Guildford au Royaume-Uni.

## Carrière
En 1995, il est titré en Formule Vauxhall Junior.
En 1997, il remporte le  championnat britannique de Formule Renault, puis en 1999 le championnat britannique de Formule 3,. L'année suivante, au mois de décembre, il participe à une séance d'essais pour l'écurie British American Racing au volant de la BAR 002,.
En 2005, il revient à la compétition et s'engage en Le Mans Endurance Series au volant d'une TVR Tuscan T400R exploitée par Team LNT.
En 2014, il pilote pour la première fois en championnat britannique des voitures de tourisme. En 2015, il quitte le championnat pour se concentrer sur son rôle de manageur de pilotes au sein de l'écurie Manor Marussia F1 Team engagée en championnat du monde de Formule 1.